# Moteur CHT
Pour les articles homonymes, voir CHT.
Le moteur CHT est un « moteur Cléon-Fonte » Renault produit par Ford au Brésil sous licence Renault. C'est un moteur thermique automobile à combustion interne, essence quatre temps, avec quatre cylindres en ligne chemisés, bloc en fonte, refroidi par eau, doté d'un vilebrequin cinq paliers, avec arbre à cames latéral (avec culbuteurs et tiges de culbuteurs), commandé par une chaîne de distribution, avec une culasse en aluminium, huit soupapes en tête. Ce moteur équipera des Ford et des Volkswagen au Brésil.

## Histoire

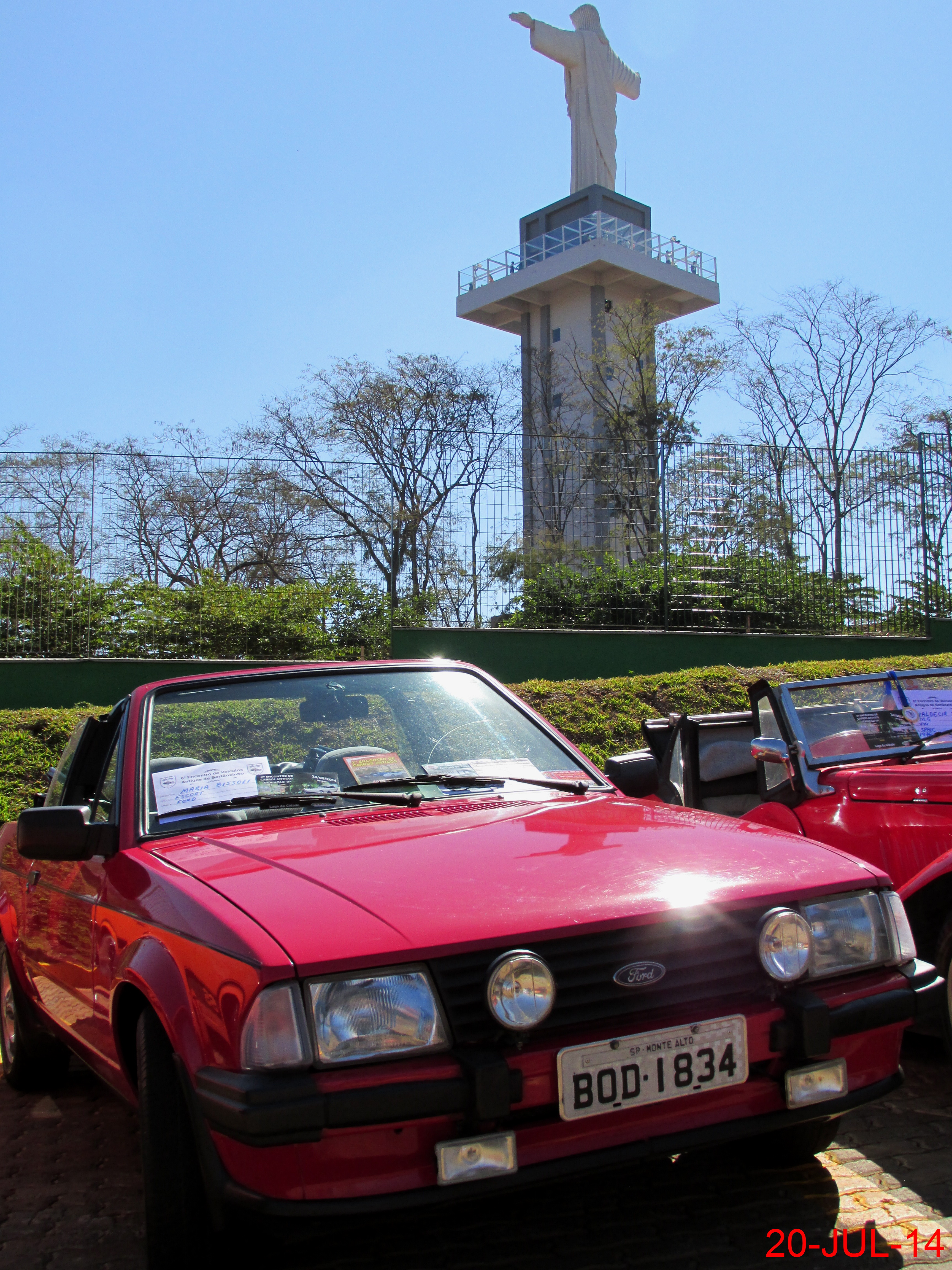
Ford Escort MK3

Le moteur CHT, qui tire son nom de l'acronyme de Compound High Turbulence. Ce moteur a été présenté par Ford en 1984 dans la Ford Escort MK3, le premier de la série à être libérés dans le Brésil. Il a été plus tard utilisé dans la Ford Del Rey, la Ford Verona (Ford Orion brésilienne), ainsi que la Volkswagen Gol.
Il s'agit d'un « moteur Cléon-Fonte » Renault, produit par Ford sous licence Renault. Le « moteur Cléon-Fonte » a été conçu par l'ingénieur René Vuaillat, il s'agissait d'un moteur entièrement nouveau de conception qui a fait son apparition sur la Renault Floride S et la Renault 8, en 1962. Ford Brésil hérité de ce moteur lors de l'achat de  Willys-Renault dans les années 1960. La cylindrée originale du « Cléon-Fonte » de la Renault 12 est utilisée dans la Ford Corcel: 1 289 cm3 (73×77 mm alésage et course). Elle a été ensuite portée à 1 372 cm3 (75.32×77 mm) pour le  « moteur XP », appelé plus tard « 1300 B » avec un carburateur simple corps. Le « moteur Cléon-Fonte » a finalement été portée à 1 555 cm3 (77 × 83,5 mm) en 1979, qui est également la cylindrée du « moteur CHT ». Ford Brésil utilise le  « moteur Cléon-Fonte » jusqu'en 1983, quand ils ont fait une refonte complète de la culasse, il prend l’appellation « CHT ». La Ford Corcel dérivée de la camionnette Ford Pampa utilise également le  « moteur Cléon-Fonte » jusqu'en 1984 pour être remplacé par le « moteur CHT ».
Le but de cette modification était de créer une turbulence interne à l'intérieur des chambres de piston de telle sorte qu'un pourcentage plus élevé de carburant soit brûlé. L'unité résultante est très robuste et économique, mais avec des performances modestes par rapport à la concurrence. Le « moteur CHT » a une puissance de crête inférieure mais avec couple moyen généralement plus élevés, avec la courbe de couple étant beaucoup plus droit et plus proche du maximum à toute vitesse du moteur d'un moteur à AP similaire. Le couple était l'avantage majeur du « moteur CHT », qu'il soit capable de fonctionner sans trop de perte de puissance dans de très faibles vitesses du moteur ainsi.
Il existe également le « moteur CHT Alcool » qui peut rouler à l'éthanol, ce qui génère habituellement 10 % de puissance en moins par rapport à un modèle à essence équivalent, avec une augmentation de circa 25 % la consommation de carburant. Il n'y avait pas de problèmes du tout pour les démarrages à froid et la consommation de carburant était moins élevée contrairement à d'autres moteurs alimentés à l'éthanol.
Trois modèles ont été initialement communiqués :
- 1.6 essence (65 ch) ;
- 1.6 éthanol (74 ch) ;
- 1.6 XR éthanol (83 ch) pour le Escort XR3.

Plus tard, le moteur a été réglé pour de meilleurs chiffres de puissance et la consommation de carburant:
- 1.6 essence (74 ch)
- 1.6 éthanol (86 ch)

En 1987, avec l'apparition de la Ford Escort 4, ce moteur a bénéficié de quelques améliorations, appelé « CHT E-Max » (économie maximisée). Tous les nouveaux modèles présentés ont un meilleur couple. Ce « moteur CHT » de deuxième génération a reçu le prix du moteur le plus économique de son temps au Brésil, capable de courir 17,1 km avec un litre d'essence.
En 1992, une version plus petite est apparue pour la Ford Escort et la Volkswagen Gol.
- 1.0 essence (50 ch)

Pendant la période Autolatina (1987-1996), Volkswagen a utilisé ce moteur, en le nommant AE-1600 et AE-1000 lorsqu'il est monté sur un modèle Volkswagen, mais cela est en grande partie le même moteur. AE signifie Alta Economia (Haute Économie). En 1996 et 1997, le CHT a été progressivement remplacé par le moteur EA-827 Volkswagen et le moteur EA-111 Volkswagen dans les modèles Volkswagen, ou par le nouveau Zetec-SE Ford 16 soupapes et par le  « moteur Kent » (Endura-E) dans les modèles Ford.